# Taeniophyllum erinaceum
Taeniophyllum erinaceum är en orkidéart som beskrevs av Henry Nicholas Ridley. Taeniophyllum erinaceum ingår i släktet Taeniophyllum och familjen orkidéer. Inga underarter finns listade i Catalogue of Life.